# В'ялий Анатолій Анатолійович
Анатолій Анатолійович В'ялий (29 серпня 1988, м. Ніжин, Чернігівська область — 24 лютого 2022, м. Ніжин, Чернігівська область) — український військовослужбовець, прапорщик Державної служби України з надзвичайних ситуацій. Кавалер ордена «За мужність» III ступеня (2022, посмертно).

## Життєпис
Навчався у Ніжинській гімназії № 10.
У Державній службі України з надзвичайних ситуацій від 2008 року. Працював інструктором-рятувальником пошуково-рятувальної групи пошуково-рятувальної і парашутно-десантної служби Спеціального авіаційного загону Оперативно-рятувальної служби цивільного захисту ДСНС України.
23 лютого 2022 року заступив на бойове чергування щодо пошуково-рятувального забезпечення в єдиній системі проведення авіаційних робіт з пошуку, рятування та пожежогасіння на аеродромі «Ніжин». 24 лютого 2022 року з боку російської федерації розпочався масований ракетний обстріл по об'єктах інфраструктури м. Ніжин. Ворог ударив по командно-диспетчерському пункту, щоб унеможливити або ж ускладнити зліт та посадку українських літаків. Не залишаючи свій пост, Анатолій В'ялий гідно та сміливо продовжував виконувати свої посадові обов'язки. Пряме влучання крилатої ракети типу «Калібр» у командно-диспетчерський пункт, де перебував Анатолій сталося близько 5:30 ранку. Він загинув на місці події від отриманих травм.

## Нагороди
- орден «За мужність» III ступеня (28 лютого 2022, посмертно) — за особисту мужність і самовіддані дії, виявлені у захисті державного суверенітету та територіальної цілісності України, вірність військовій присязі[3].

## Вшанування пам'яті
17 жовтня 2022 року на фасаді Ніжинської гімназії № 10 відкрили пам'ятну дошку Анатолію В'ялому.